# Политика Зимбабве
Политика Зимбабве основывается на принципах президентской республики. Согласно Конституции 2013 года, президент является главой государства и правительства. Исполнительная власть осуществляется правительством. Законодательная власть принадлежит правительству и парламенту.

## Политические условия
После поражения подготовленного проекта конституции на референдуме 2000 года политика в Зимбабве отмечается отходом от норм демократического управления, таких как демократические выборы, независимость судебной системы, верховенство закона, свобода от расовой дискриминации, существование независимых средств массовой информации, гражданского общества и научных кругов.

## Ветви власти
Политическая власть в Зимбабве делится на три ветви — исполнительную, законодательную и судебную, с президентом как главой исполнительной власти, премьер-министром как главой законодательной ветви власти, и судьёй Верховного суда Зимбабве как председателем судебной ветви власти.

## Административное деление
Зимбабве разделено на восемь провинций, а также два города с провинциальным статусом (Хараре и Булавайо). Они, в свою очередь, делятся на 59 округов, а те — на 1200 муниципалитетов.
Провинции возглавляют губернаторы, отдельные из которых сконцентрировали в своих руках значительную политическую и экономическую власть. Управления в районах осуществляют избирательные совета. В некоторых районах управляют местные советы, избраны мэры и чиновники.